# Scheiblingkirchen-Thernberg
Scheiblingkirchen-Thernberg là một thị xã thuộc huyện Neunkirchen trong bang Niederösterreich.